# كارلوس انريكي دياز دي ليون
كارلوس انريكي دياز دي ليون (بالإسبانية: Carlos Enrique Díaz de León)‏ (1915 - 2014) الرئيس المؤقت لغواتيمالا من 27 يونيو 1954 - 28 يونيو 1954. وقد حل محله مجلس عسكري بقيادة إلفيغو مونزون. وكان كارلوس انريكي دياز القائد العام للقوات المسلحة .